# Дубровское (Мордовия)
Дубро́вское — село в Ичалковском районе Мордовии. Относится к Ладскому сельскому поселению.

## История
Поселение основано до 1614 года. Современное название получила 26 апреля 1940 года, до этого называлась Старая Пуза. Первыми жителями её стали переселившиеся при строительстве Пузской засечной черты эрзянами из селения Старая (Болотная) Пуза, находившегося на реке Пуза в Залесном стане Арзамасского уезда, после того как их земля на реке Пуза была отдана засечным сторожам, и сохранившие название старой деревни при переселении.
В 10 км к северо-западу находится районный центр — село Кемля. В деревне имеется памятник, библиотека и краеведческий музей. Рядом с деревней протекает река Инсар.
Летом 1931 года село стало одним из главных очагов кулацкого бунта в Ичалковском районе, который через несколько дней было подавлен

## Население
| 2002 | 2010 |
| ---- | ---- |
| 213  | ↘152 |

## Основные улицы
- улица Гагарина;
- Красноармейский переулок;
- улица Интернациональная;
- улица Ленина;
- улица Калинина;
- улица Махова;
- улица Красноармейская;
- улица Советская.